# Галашова, Надежда Евгеньевна
Надежда Евгеньевна Галашова — советская шашистка, чемпионка СССР по русским шашкам 1978 года, серебряный призёр чемпионата 1980 года, бронзовый призёр чемпионата 1979 года. Мастер спорта СССР.
С 1993 года работает тренером нижегородской СДЮСШОР № 17 по шашкам. Брат близнец — шашист Михаил Галашов.